# Спасо-Преображенська церква (Дубно)
Спасо-Преображенська церква — чинна церква у місті Дубно на Волині. Нині діюча церква Рівненської єпархії ПЦУ, пам'ятка сакральної християнської архітектури 17 століття.

## Історія

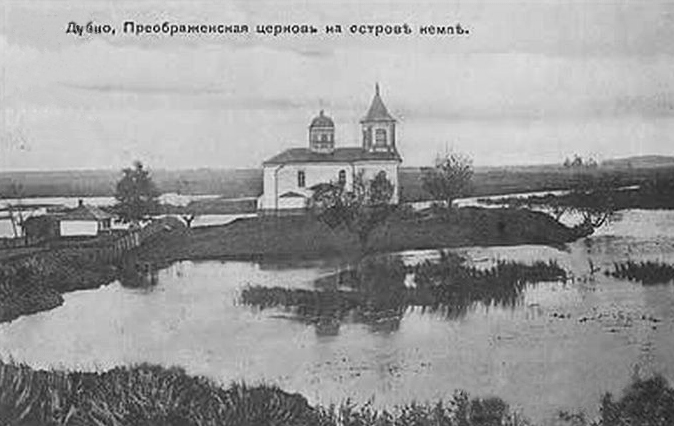
Спасо-Преображенська церква на кемпі. Поштівка поч. 20 ст.

Церква Святого Спаса на Кемпі (пол. kępa — зарослий острівець) збудована для монастиря ЧСВВ у 1643 році.
У 1812 році греко-католицька обитель припинила своє існування.
Станом на 1833 рік причт церкви складав лише паламар Яків Флоревський, відлучений УГКЦ від церкви за перехід до московського православ'я. Цього ж року церква переходить на парафіяльний статус під зверхністю Московського патріархату.
У 1839 році до її західного фасаду добудовано нову класицистичну дзвіницю. Натомість глухий аркатурний пояс під карнизом стіни, що обперізував храм і був однією з найприкметніших його особливостей геть знищений.
У 1970-х роках церкву зачинено радянською владою.
У 1990-х богослужіння в церкві поновлені під зверхністю УПЦ КП.
З 2018 року, після Об'єднавчого собору, частина ПЦУ.

## Опис
Храму властивий рідкісний для Волині триконховий тип, більше відомий на теренах Поділля і Буковини, хоча його коріння сягає традицій Риму і Візантії, які через Валахію і Молдавію у дещо спрощеному вигляді були перенесенні на українські землі. Зокрема дослідники відзначали типологічну подібність дубенської Спасо-Преображенської церкви з  триконхами Кам’янця-Подільського, які датуються другою половиною XIV ст. Церква в XVII–XVIII ст. мала невеликі розміри – 18×14 м, одну напівкруглу апсиду, що виростала із такої ж по ширині нави, завершеної склепінчастим зводом і покритим двосхилим, раніше, ґонтовим дахом. Особливістю склепіння є невисокий глухий підбанник, на якому в минулому підносилась мініатюрна банька, оточена підпертим невеликими балясинами  з  мальованим дашком. Цей підбанник і сьогодні добре помітний в інтер’єрі. На баньці стояв один великий хрест, ще два  знаходилися на протилежних краях даху. До двох бічних стін і апсиди ззовні домуровані три  невеликі контрфорси, які інколи розглядаються як риси оборонного призначення храму. Проте, зважаючи на острівне розташування церкви, ці контрфорси мали виконувати роль додаткових опорних конструкцій в умовах поступового розмивання берегів острова течією Ікви. 
Зсередини нави церкви вів хід до підземної мурованої крипти. В даний час доступ до неї перекритий, але в 2011 р. в ході ремонтних робіт в основі зовнішньої стіни південної ніші туди відкрився прохід у вигляді склепінчастого коридору. Крипта має форму камери розміром 6,3×5,1 м, висотою склепіння – 2,3 м і, очевидно, в давнину використовувалась для поховань. Значно пізнішим елементом конструкції церкви є добудована в 1839 році дзвіниця, яка з’явилась в ході облаштування тут починаючи з 1833 р. приходського храму. Очевидно, тоді ж було втрачено таку своєрідну декоративну деталь, як аркатурний фриз, що оточував стіни храму по периметру під карнизом і нагадував про ренесансні традиції запозичені для оздоби церкви під час її побудови.
Постановою Кабінету Міністрів України від 14.06.1993 р. № 444 Спасо-Преображенську церкву передано на баланс Дубенського державного історико-культурного заповідника.

## Монастир
Точна дата заснування православного Преображенського монастиря невідома. Ймовірно був закладений князями Острозькими в XV столітті. В 1585 році для монастиря збудовано нову церкву або ж відремонтовано стару. 1592 року патрон монастиря Василь-Костянтин Острозький запровадив у ньому кіновію. Того ж року стався конфлікт між чернецтвом і настоятелем монастиря, внаслідок якого, ченці покинули обитель. Можливо, що в цьому монастирі прийняв постриг Іван Вишенський. У 1620-х роках патроном монастиря був Владислав Домінік Заславський-Острозький, настоятелями Касіян Сакович і Прокопій Хмелевський. 1626 року монастир перейшов на унію.
Монастиреві належали села Загірці, М'ятин, дубенське передмістя Волиця.

### Настоятелі
- Йосиф
- Антоній
- Авин (ієромонах)
- Василій
- Ісакій
- Варсонуфрій
- Ісайя Балабан
- Олександр Путятицький
- Геннадій Ржищевський (ієромонах)
- Антоній Рудницький
- Касіян Сакович (греко-католик)
- Прокопій Хмельовський (греко-католик)

## Дзвін
Дзвін Спасо-Преображенської церкви відлитий 1572 року тріснув і через непридатність був переданий до експозиції Дубенського краєзнавчого музею.